# Соболь, Марк Андреевич
Марк Андре́евич Со́боль (4 января 1918, Москва — 28 февраля 1999, Москва) — русский советский поэт.

## Биография
Родился 4 января 1918 года в Москве. Сын писателя Андрея Соболя (1887—1926), мать — врач Рахиль Сауловна Бахмутская (1893—1979). Племянник философа Арона Рубина и актрисы Марии Синельниковой. В 1933 году поступил на режиссёрский факультет ГИТИСа.
14 декабря 1934 года арестован по доносу товарища, осуждён ОСО по статье 58 п. 10 («антисоветская агитация и пропаганда»). По октябрь 1936 года отбывал срок в Темлаге НКВД (Потьма) с последующей высылкой. Работал грузчиком, телефонистом, лесорубом, буфетчиком, разнорабочим, счетоводом, завальщиком на шахте, провинциальным актёром (Великий Устюг, Мариуполь, Самарканд, Кимры).
Участник Великой Отечественной войны: с июля 1941 — сапёр и командир отделения в 14-й инженерно-минной (с июля 1943 года — инженерно-сапёрной) бригады. Воевал на Западном, Центральном, 1-м и 2-м Белорусских фронтах. Участвовал в битве за Москву, Курской битве, освобождении Белоруссии и Берлинской операции. В 1942 году был контужен.
Стихи появились во фронтовой печати в 1943 году. Первый сборник поэт выпустил в 1946 году. Широкую известность получили «Песня Бена» («Тяжёлым басом гремит фугас…») из кинофильма «Последний дюйм» и считающаяся еврейской народной песенка «Всё будет хорошо». Член Союза писателей СССР (1947).
В 1980-х годах высоко ценился советскими критиками, которые ставили в пример «пулемёты Марка Соболя» поэтам, увлекающимся лирикой.
Скончался 28 февраля 1999 года в Москве в возрасте 81 года. Похоронен на Новодевичьем кладбище.

## Семья
Отец — русский писатель Андрей Соболь (1888—1926).
Двоюродный брат — востоковед-синолог Виталий Рубин (1923—1981).
- Первая жена — актриса Ирина Потоцкая (1916—2009).
  - Дочь — Марина Потоцкая, детская писательница.[3]
- Гражданская жена — Богданова Мария Петровна (1922—1995)
  - Сын — Соболь Алексей Маркович, (1943—1983)
- Вторая жена — Татьяна Михайловна  Юдичева (1927-2017).

## Награды
- орден Отечественной войны 1-й степени (11.03.1985)
- орден Дружбы народов (23.02.1988)[4]
- орден Красной Звезды (13.07.1945)
- медаль «За отвагу» (17.09.1943)
- другие медали

## Книги
- «Короткие ночлеги». М., 1960
- «Песня о двух трубачах». М., 1967
- Марк Соболь Смешное, гневное, печальное… Проза и стихи. — М.: Советская Россия. — 1974. — 160 с. 50 000 экз.
- «Товарищи волшебники. Книга стихов». М., 1976
- «Высокие костры». М., 1980
- Марк Соболь Напоминание: Книга стихов и прозы. — М.: Современник, 1983. — 174 с. 20 000 экз.
- «От вашего собеседника. Рассказы, очерки». М., 1987
- «Избранное. Стихи и проза». М., 1989